# Emiratos Árabes Unidos en los Juegos Mundiales de Breslavia 2017
Emiratos Árabes Unidos fue uno de los 102 países que participaron en los Juegos Mundiales de 2017 celebrados en la ciudad de Breslavia, Polonia.
Los Emiratos Árabes Unidos enviaron una delegación de seis atletas, cinco hombres y una mujer, que compitieron en siete disciplinas de dos deportes.
Los Emiratos Árabes Unidos terminaron el evento con una cosecha de tres medallas, un oro, una plata y un bronce, con lo cual se colocaron en la posición 32 del medallero, empatados con Mongolia.
Fue la primera vez en la historia de Juegos Mundiales que el país ganó medallas de oro y plata, con lo cual lograron la mejor actuación de toda su historia.

## Delegación

### Deportes aéreos
| Atleta             | Categoría                      | Ronda 1 | Ronda 2 | Ronda 3 | Ronda 4 | Ronda 5 | Ronda 6 | Ronda 7 | Ronda 8 | Ronda 9 | Ronda 10 | Ronda 11 | Ronda 12 | Puntuación total | posición          |
| ------------------ | ------------------------------ | ------- | ------- | ------- | ------- | ------- | ------- | ------- | ------- | ------- | -------- | -------- | -------- | ---------------- | ----------------- |
| Mixto              |                                |         |         |         |         |         |         |         |         |         |          |          |          |                  |                   |
| Cornelia Mihai     | Paracaidismo - Canopy Piloting | 12      | 31      | 11      | 5       | 4       | 1       | 10      | 3       | 24      | 3        | 9        | 2        | 90.000           | Medalla de bronce |
| Abdulbari Quabaisi | Paracaidismo - Canopy Piloting | 13      | 23      | 23      | 3       | 4       | 9       | 27      | 17      | 5       | 4        | 3        | 7        | 98.000           | 4                 |

### Ju-Jitsu
| Atleta             | Categoría       | Primera Ronda     | Primera Ronda | Primera Ronda          | Primera Ronda | Octavos de final              | Octavos de final | Cuartos de final  | Cuartos de final | Semifinal             | Semifinal | Semifinal de Repesca | Semifinal de Repesca | Final / Tercer puesto | Final / Tercer puesto | Posición         |
| Atleta             | Categoría       | Oponente          | Resultado     | Oponente               | Resultado     | Oponente                      | Resultado        | Oponente          | Resultado        | Oponente              | Resultado | Oponente             | Resultado            | Oponente              | Resultado             | Posición         |
| ------------------ | --------------- | ----------------- | ------------- | ---------------------- | ------------- | ----------------------------- | ---------------- | ----------------- | ---------------- | --------------------- | --------- | -------------------- | -------------------- | --------------------- | --------------------- | ---------------- |
| Varonil            |                 |                   |               |                        |               |                               |                  |                   |                  |                       |           |                      |                      |                       |                       |                  |
| Talib Alkirbi      | 62 kg Ne-Waza   | # Evyatar Paperni | 4:4           | # Maciej Polok         | 0:100         | –                             | –                | –                 | –                | # Daniel Hilal        | 100:0     | # Evyatar Paperni    | 0:0                  | eliminado             | eliminado             | eliminado        |
| Mohamed Al Qubaisi | 77 kg Ne-Waza   | # Maciej Kozak    | 0:0           | # Jonathan Charlot     | 0:0           | –                             | –                | –                 | –                | # Ilke Kubilay Bulut  | 0:14      | –                    | –                    | # Maciej Kozak        | 0:6                   | 4                |
| Faisal Alketbi     | 77 kg Ne-Waza   | # Kristof Szucs   | 0:0           | # Mohsen Hamid Aghchay | 4:0           | –                             | –                | –                 | –                | # Max Hederström      | 2:2       | –                    | –                    | # Kristof Szucs       | 0:2                   | Medalla de oro   |
| Yahya Alhamadi     | +94 kg Ne-Waza  | # Aleksandr Sak   | 2:2           | # Makrem Saanouni      | 0:0           | –                             | –                | –                 | –                | # Seif Eddine Houmine | 0:100     | –                    | –                    | # Aleksandr Sak       | 2:2                   | 4                |
| Faisal Alektbi     | Ne-Waza Abierto | –                 | –             | –                      | –             | # Joao Carlos Hiroshi Kuraoka | 50:0             | # Florent Minguet | 3:0              | # Seif Eddine Houmine | 2:0       | –                    | –                    | # Kristof Szucs       | 0:2                   | Medalla de plata |
| Yahya Alhamadi     | Ne-Waza Abierto | –                 | –             | –                      | –             | # Aleksandr Sak               | 4:4              | eliminado         | eliminado        | eliminado             | eliminado | –                    | –                    | eliminado             | eliminado             | eliminado        |

- Datos: Q42127777